# AnNa R.
Andrea Neuenhofen (de soltera Rosenbaum), (Berlín Este, 25 de diciembre de 1969–Berlín, 16 de marzo de 2025), más conocida por su nombre artístico AnNa R., fue una cantante y compositora alemana que puso la voz principal al grupo de pop Gleis 8. Anteriormente fue la vocalista principal de Rosenstolz, un dúo de pop que estuvo activo entre 1991 y 2012 y tuvo éxitos en las listas de Alemania, Austria y Suiza.

## Primeros años
AnNa R. nació como Andrea Rosenbaum el 25 de diciembre de 1969 en Berlín-Friedrichshain y creció en la antigua Alemania del Este.: 22–24  Cantó en un coro durante su juventud. Tras finalizar la enseñanza secundaria, se presentó a una audición para entrar en la Musikschule Friedrichshain (escuela de música de Friedrichshain), pero no fue aceptada. En consecuencia, tomó clases particulares de canto. Tras terminar el bachillerato, se forma como ayudante de laboratorio, pero pronto cambia de profesión y se convierte en vendedora de partituras.: 22–29 

## Carrera

### 1991–2012: Rosenstolz
AnNa R. buscaba un pianista que le ayudara a cumplir su objetivo de convertirse en cantante de bar. Un amigo le presentó a Peter Plate, un teclista que acababa de mudarse a Berlín y necesitaba un cantante. Aunque tenían aspiraciones musicales diferentes, ya que AnNa R. prefería cantar chanson y Plate quería hacer música pop en inglés, la pareja se juntó para escribir canciones, interpretándolas como el dúo pop Rosenstolz.: 30–37, 59 
Aunque sus primeros discos no tuvieron éxito comercial, AnNa R. y Plate lograron un éxito creciente a lo largo de las dos décadas de historia de Rosenstolz, llegando a tener éxitos en las listas de éxitos no sólo en su Alemania natal, sino también en Austria y Suiza. Incluidos cinco álbumes de estudio número 1 en Alemania. Durante su carrera en Rosenstolz, AnNa R. y Plate emprendieron varias iniciativas para recaudar fondos para organizaciones benéficas contra el sida, y ambos fueron galardonados con la Bundesverdienstkreuz (Orden del Mérito de la República Federal de Alemania) en 2011 en reconocimiento a sus esfuerzos. En 2012, el dúo decidió separarse. AnNa R. declaró que tanto ella como Plate querían tomarse un descanso el uno del otro y probar algo nuevo.
AnNa R. fue la vocalista principal de Rosenstolz y también contribuyó a escribir las letras de las canciones de la banda con Plate y Ulf Leo Sommer. Hacia el final de Rosenstolz, AnNa R. sintió que no estaba contribuyendo tanto a la composición de canciones como lo había hecho anteriormente en la historia de la banda.

### 2012–2025: Gleis 8
En enero de 2012, AnNa R. empezó a trabajar con los músicos Lorenz Allacher, Timo Dorsch y Manne Uhlig. Al año siguiente, anunciaron oficialmente su formación como la banda Gleis 8. Su álbum debut Bleibt das immer so, que salió a la venta en mayo de 2013, alcanzó el número 7 en la lista de álbumes alemana. AnNa R. compuso las canciones de la banda en colaboración con sus compañeros de grupo. Describió la banda como democrática, con todos los miembros en igualdad de condiciones.

## Vida personal y muerte
AnNa R. se casó con Nilo Neuenhofen en 2002. Sus actividades en su tiempo libre incluían la cocina y el boxeo.
El 16 de marzo de 2025 se anunció que AnNa R. había muerto en Berlín. Tenía 55 años. No se reveló una causa oficial, sin embargo, la policía comunicó que se había descartado un crimen o una autolesión. 

## Discografía

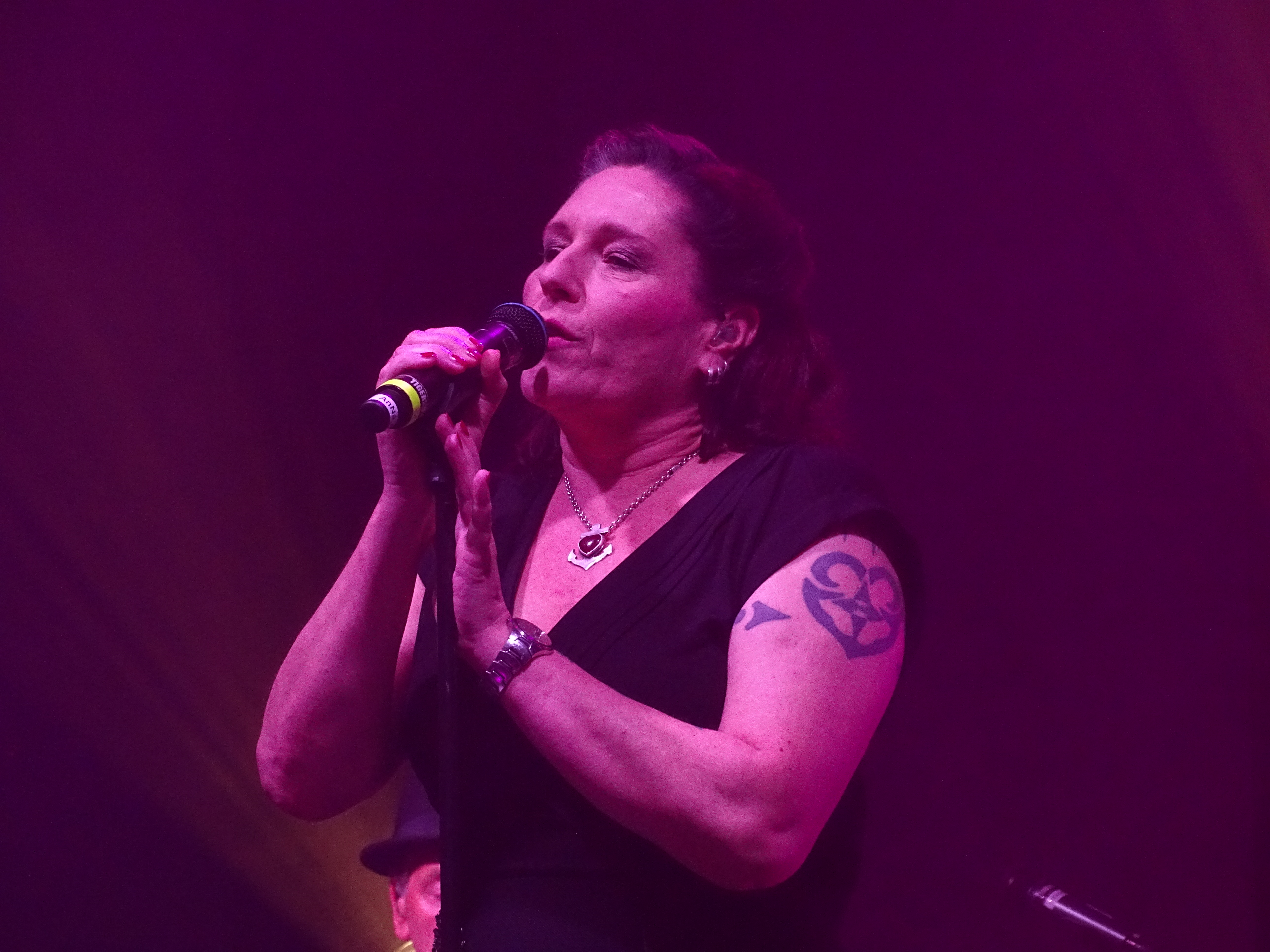
AnNa R. en 2022

Albumnes de estudio (Rosenstolz)
- Soubrette werd' ich nie (1992)
- Nur einmal noch (1994)
- Mittwoch is' er fällig (1995)
- Objekt der Begierde (1996)
- Die Schlampen sind müde (1997)
- Zucker (1999)
- Kassengift (2000)
- Macht Liebe (2002)
- Herz (2004)
- Das große Leben (2006)
- Die Suche geht weiter (2008)
- Wir sind am Leben (2011)

Albumnes de estudio (Gleis 8)
- Bleibt das immer so (2013)
- Endlich (2016)